# 嶺公園
嶺公園（みねこうえん）は、群馬県前橋市嶺町にある都市公園（墓園）である。

## 誕生の経緯
嶺公園は、前橋市中心市街地から北へ約10kmに位置し、赤城山麓南面にあり、東西約1.1km、南北約1.2km、標高300m - 380mの緩傾斜地にある。
公園内には松、杉、その他雑木林、沼などがあり、市民の憩いの場、レクリエーション需要に対応した墓地公園として1977年（昭和52年）より整備を行っている。

## アクセス
- JR両毛線前橋駅・上毛電鉄中央前橋駅より、永井バス[54]系統で終点下車
- 高速道路利用の場合、関越自動車道駒寄PA又は渋川伊香保IC下車